# Sebastian Francis
Sebastian Francis (Johor Bahru, 1951. november 11. –) malajziai római katolikus pap, a Pinangi egyházmegye püspöke, bíboros. Ő a második malajziai bíboros Anthony Soter Fernandez után.

## A kezdetek
Születésekor Johor Bahru a Maláj Föderáció része volt. Nagyszülei az 1890-es években vándoroltak ki Malajziába az indiai Kerala Trisúr kerületben található Ollurból.

## Papság
Francis 1967-ben lépett be a szingapúri Xavéri Szent Ferenc Kisszemináriumba, majd három évvel később beiratkozott a Pinangban található főszemináriumba, a College Generalba, ahol teológiát tanult. 26 éves korában, 1977. július 28-án szentelték a Melaka-Johori egyházmegye papjává.
1977-től 1981-ig a melakai Xavéri Szent Ferenc plébánia plébános-helyettese volt, majd rövid ideig a Johor Bahru-i Szeplőtelen Fogantatás plébánia plébánosa. Ezután Rómába költözött, és 1983-ban szerzett licenciátust dogmatikus teológiából az Aquinói Szent Tamás Pápai Egyetemen. 1984-ben a melakai Xavéri Szent Ferenc plébánia plébánosa volt; a dogmatikus teológiai professzora és spirituális a pinangi főszemináriumban, a pinangi egyetemi hallgatók lelkésze, a Paulau Ticus-Pinang-i Szeplőtelen Fogantatás templom kormányzója és 1985-től 1988-ig lelkipásztori koordinátora; 1988-tól 2001-ig az egyházmegye általános helynöke; 1988-tól 2004-ig a melakai székesegyház lelkésze; 2002-2003-ban Melaka-Johori egyházmegye egyházmegyei kormányzója; 2004-től 2007-ig a kluangi Szent Lajos plébánia plébánosa; 2007-től 2011-ig a Szeplőtelen Fogantatás plébánia plébánosa; 2011-2012-ben pedig a kulai Krisztus Király plébánia plébánosa. 2003-tól 2012-ig a Melaka-Johori egyházmegye általános helynöke volt. Lelkipásztori munkáját megszakította, hogy a New York-i Maryknoll School of Theology-ban tanulhasson, aholt 1991-ben igazságosság és béke tanulmányokból szerzett diplomát.

## Pinang püspöke
2012. július 7-én XVI. Benedek pápa Francist a Pinangi egyházmegye ötödik püspökévé nevezte ki. Püspökké szentelte őt 2012. augusztus 20-án a Bukit Mertajami Szent Anna-templomban Murphy Nicolas Xavier Pakiam érsek, Antony Selvanayagam és Paul Tan Chee Ing püspökök társszentelésével. Felszentelésének 10 000 katolikus volt tanúja, és részt vett rajta Pinang akkori főminisztere, Lim Guan Eng.
2023. július 9-én Ferenc pápa bejelentette, hogy a szeptember 30-i konzisztóriumon bíborossá kívánja kreálni Sebastiant. Ezen a konzisztóriumon a Santa Maria Causa Nostrae Laetitiae-templomot jelölték ki címtemplomául.
2023 óta az Ázsiai Püspöki Konferenciák Szövetsége (FABC) Társadalmi Kommunikációs Hivatalának (OSC) elnöke. Korábban 2016-tól 2023-ig a Malajziai, Szingapúri és Brunei Katolikus Püspöki Konferencia elnöke volt.